# Iliuță Dăscălescu
Iliuță Dăscălescu (Roman, 15 de julio de 1972) es un deportista rumano que compitió en lucha grecorromana. Ganó dos medallas de plata en el Campeonato Europeo de Lucha, en los años 1990 y 1992.
Participó en los Juegos Olímpicos de Barcelona 1992, ocupando el quinto lugar en la categoría de 48 kg.

## Palmarés internacional
| Campeonato Europeo | Campeonato Europeo     | Campeonato Europeo | Campeonato Europeo |
| Año                | Lugar                  | Medalla            | Categoría          |
| ------------------ | ---------------------- | ------------------ | ------------------ |
| 1990               | Poznań (Polonia)       | Medalla de plata   | 48 kg              |
| 1992               | Copenhague (Dinamarca) | Medalla de plata   | 48 kg              |